# Robertinoides
Robertinoides es un género de foraminífero bentónico de la subfamilia Robertininae, de la familia Robertinidae, de la superfamilia Robertinoidea, del suborden Robertinina y del orden Robertinida. Su especie tipo es Bulimina normani. Su rango cronoestratigráfico abarca desde el Ypresiense (Eoceno inferior) hasta la Actualidad.

## Clasificación
Robertinoides incluye a las siguientes especies:
- Robertinoides auecicum
- Robertinoides australis
- Robertinoides bradyi
- Robertinoides charlottensis
- Robertinoides normani
- Robertinoides oceanicus
- Robertinoides pumilum
- Robertinoides suecicum
- Robertinoides wiesneri

Otra especie considerada en Robertinoides es:
- Robertinoides translucens, aceptado como Robertina translucens